# Миранда-ду-Норти

Миранда-ду-Норти на карте штата.

Миранда-ду-Норти (порт. Miranda do Norte) — муниципалитет в Бразилии, входит в штат Мараньян. Составная часть мезорегиона Север штата Мараньян. Входит в экономико-статистический микрорегион Итапекуру-Мирин. Население составляет 24 427 человек на 2010 год. Занимает площадь 341,107 км². Плотность населения — 71,61 чел./км².

## Демография
Согласно сведениям, собранным в ходе переписи 2010 г. Национальным институтом географии и статистики (IBGE), население муниципалитета составляет:
| Полное население                               | Полное население                               | Полное население                               | Полное население                               | 24 427 |
| ---------------------------------------------- | ---------------------------------------------- | ---------------------------------------------- | ---------------------------------------------- | ------ |
| в том числе:                                   | Городское население                            | 19 519                                         | Процент городского населения, %                | 79,91  |
|                                                | Сельское население                             | 4908                                           | Процент сельского населения, %                 | 20,09  |
|                                                | Мужское население                              | 11 809                                         | Процент мужского населения, %                  | 48,34  |
|                                                | Женское население                              | 12 618                                         | Процент женского населения, %                  | 51,66  |
| Плотность населения, чел/км²                   | Плотность населения, чел/км²                   | Плотность населения, чел/км²                   | Плотность населения, чел/км²                   | 71,61  |
| Население муниципалитета в % к населению штата | Население муниципалитета в % к населению штата | Население муниципалитета в % к населению штата | Население муниципалитета в % к населению штата | 0,37   |

По данным оценки 2016 года, население муниципалитета составляет 27 507 жителей.

## История
Город основан 15 марта 1988 года. 

## Статистика
- Валовой внутренний продукт на 2003 год составляет 18 612 723,00 реалов (данные: Бразильский институт географии и статистики).
- Валовой внутренний продукт на душу населения на 2003 год составляет 1103,83 реала (данные: Бразильский институт географии и статистики).
- Индекс развития человеческого потенциала на 2000 год составляет 0,625 (данные: Программа развития ООН).